# Küstorf
Küstorf ist eine Ortschaft der Stadt Wittingen im niedersächsischen Landkreis Gifhorn.

## Geografie
Der Ort liegt südöstlich der Kernstadt Wittingen an der Landesstraße L 288. Nordöstlich verläuft die B 244 und die Landesgrenze zu Sachsen-Anhalt. Östlich von Küstorf fließt die Flösse, die bei Hanum an der Grenze zu Sachsen-Anhalt in die Ohre mündet.

## Geschichte

### Einwohnerentwicklung
| Jahr      | 1910 | 2008 | 2013 | 2017 | 2021 |
| --------- | ---- | ---- | ---- | ---- | ---- |
| Einwohner | 55   | 65   | 60   | 61   | 59   |

## Politik
Ortsvorsteher ist Axel Marcus.

## Infrastruktur
Ein Friedhof besteht gemeinsam für die Dörfer Küstorf und Teschendorf außerhalb der Ortslage beider Dörfer. Auf ihm stehen eine Kapelle mit einem Glockenturm, für die 1968 der Grundstein gelegt wurde, und das Kriegerdenkmal, das an die Opfer der beiden Weltkriege erinnert. An der Zufahrtsstraße zum Friedhof steht ein Gedenkstein zur Erinnerung an das 100-jährige Jubiläum des Sieges der Allianz von Russland, Preußen, Österreich und Schweden sowie kleineren Fürstentümern über die Truppen Frankreichs und seiner Verbündeten unter Napoleon Bonaparte während der Völkerschlacht bei Leipzig im Jahre 1813.

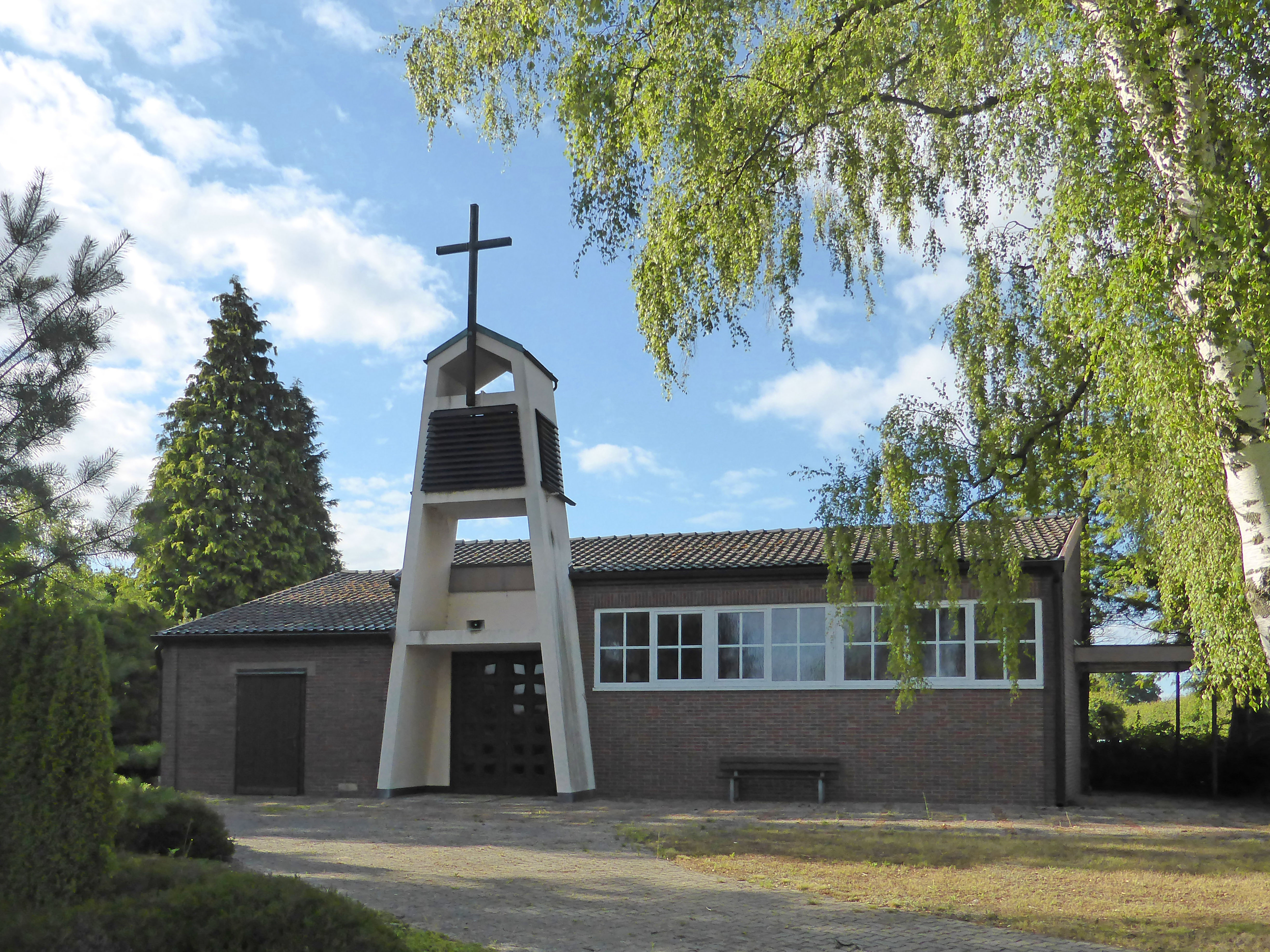
Friedhofskapelle
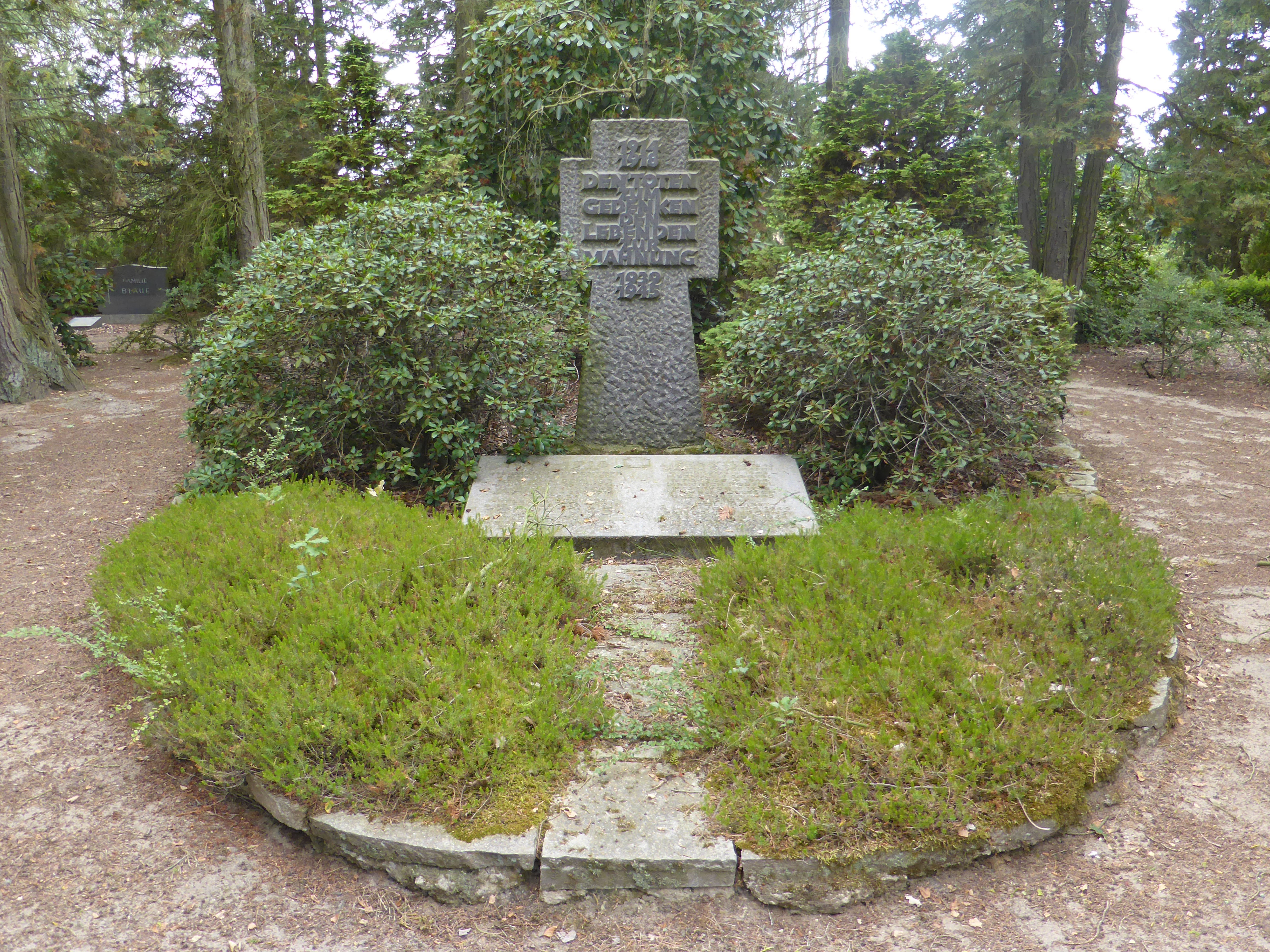
Kriegerdenkmal
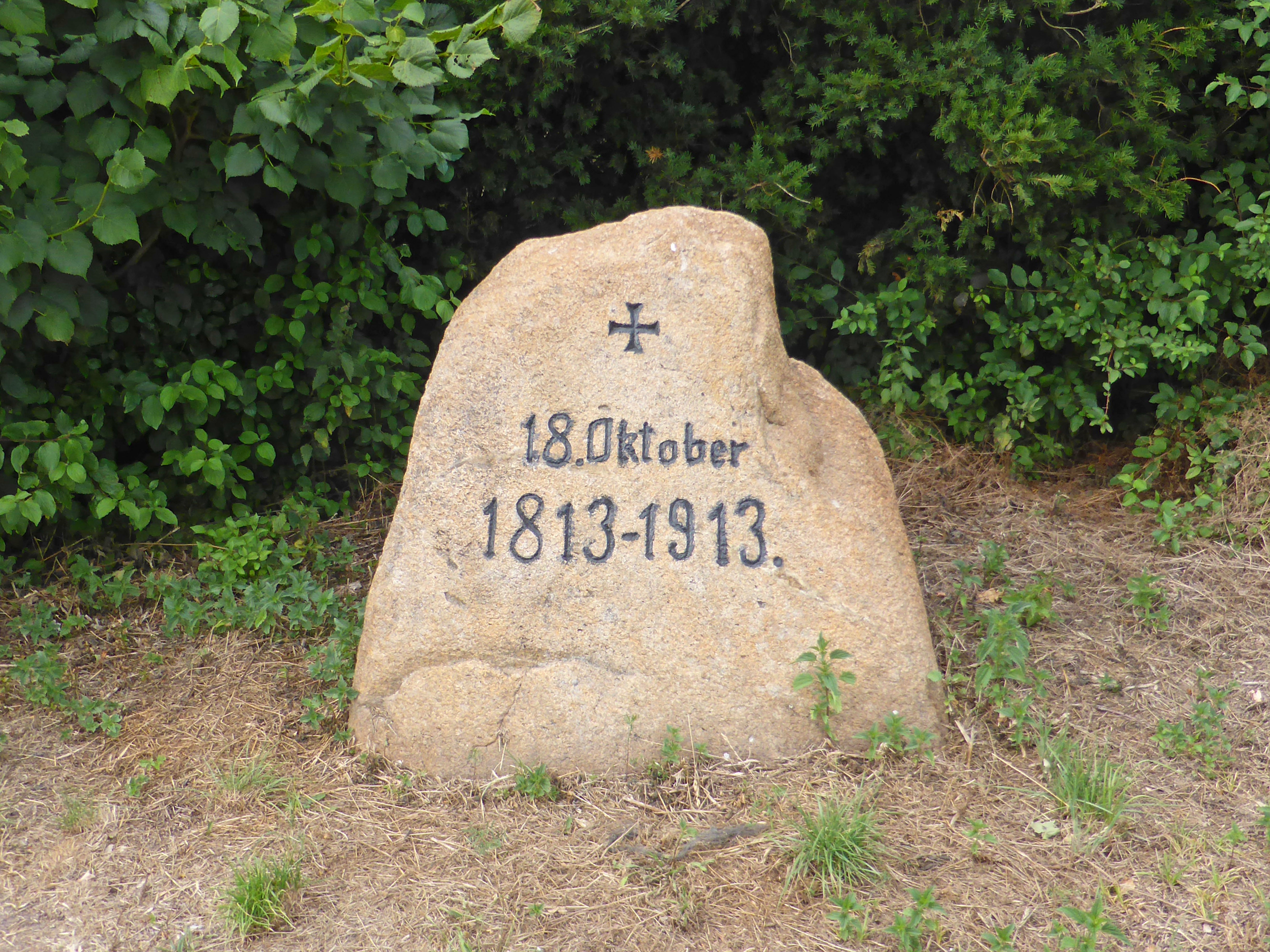
Gedenkstein an die Völkerschlacht bei Leipzig